# Залютинь
Залютинь (пол. Zalutyń) — село в Польщі, у гміні Піщаць Більського повіту Люблінського воєводства. Населення — 348 осіб (2011).

## Історія
За даними етнографічної експедиції 1869—1870 років під керівництвом Павла Чубинського, у селі переважно проживали греко-католики, які розмовляли українською мовою.
У 1975—1998 роках село належало до Білопідляського воєводства.

## Демографія
Демографічна структура станом на 31 березня 2011 року:
|          | Загалом | Допрацездатний вік | Працездатний вік | Постпрацездатний вік |
| -------- | ------- | ------------------ | ---------------- | -------------------- |
| Чоловіки | 168     | 41                 | 115              | 12                   |
| Жінки    | 180     | 49                 | 99               | 32                   |
| Разом    | 348     | 90                 | 214              | 44                   |